# M-Kresolphthalein
m-Kresolphthalein ist ein Triphenylmethanfarbstoff und gehört zur Familie der Phthaleine. Der Name setzt sich aus m-Kresol und Phthalsäureanhydrid zusammen. Das entsprechende Sulfonphthalein ist das Kresolpurpur. Es wird wie Phenolphthalein als pH-Indikator eingesetzt. Bei einem pH-Wert von 9,76 findet ein Farbumschlag von farblos nach violettrot statt.